# Nachal Jehudija
Nachal Jehudija (hebrejsky: נחל יהודיה) je vodní tok v Izraeli, respektive na Golanských výšinách okupovaných Izraelem od roku 1967.
Začíná na východním okraji Golanských výšin, na náhorní planině poblíž vesnice Alonej ha-Bašan, nedaleko hory Har Chozek. Jeho vody zde plní umělou vodní nádrž Bnej Cfat. Teče pak jihozápadním směrem napříč mírně se svažující rovinatou krajinou. Severně od vesnice Ani'am se začíná prudce zařezávat do podloží a vytváří úzké údolí, jež směřuje stále k jihozápadu. Nachází se v něm několik vodopádů a peřejí. Nad jeho severním okrajem probíhá silnice číslo 87. Tato sekce údolí je turisticky využívaná a je součástí přírodní rezervace Jehudija. Ta zahrnuje i paralelní údolí toků Nachal Dalijot, Nachal Zavitan a Nachal Mešušim. Patří do ní i rozsáhlé zalesněné úseky volné krajiny mezi těmito kaňony.
Severně od obce Ma'ale Gamla se údolí rozevírá do příkopové propadliny při řece Jordán a Galilejském jezeře. Protéká pak bažinatou rovinou a ústí do toku Nachal Mešušim, který pak po několika kilometrech ústí do Galilejského jezera.
Jméno vodního toku je odvozeno od názvu arabské vesnice Jahudija, jež tu poblíž stávala až do roku 1967. Zbytky její zástavby z tmavých čedičových kamenů se tu dodnes dochovaly. Vesnice navazovala na židovské osídlení z římského a byzantského období. Podle některých teorií bývá Jehudija identifikována jako místo, kde stávala židovská pevnost Soganey, jedna ze tří postavená na Golanech na přelomu křesťanského letopočtu Flaviem Iosephem.